# Quand la vie vous donne des citrons, faites de la citronnade

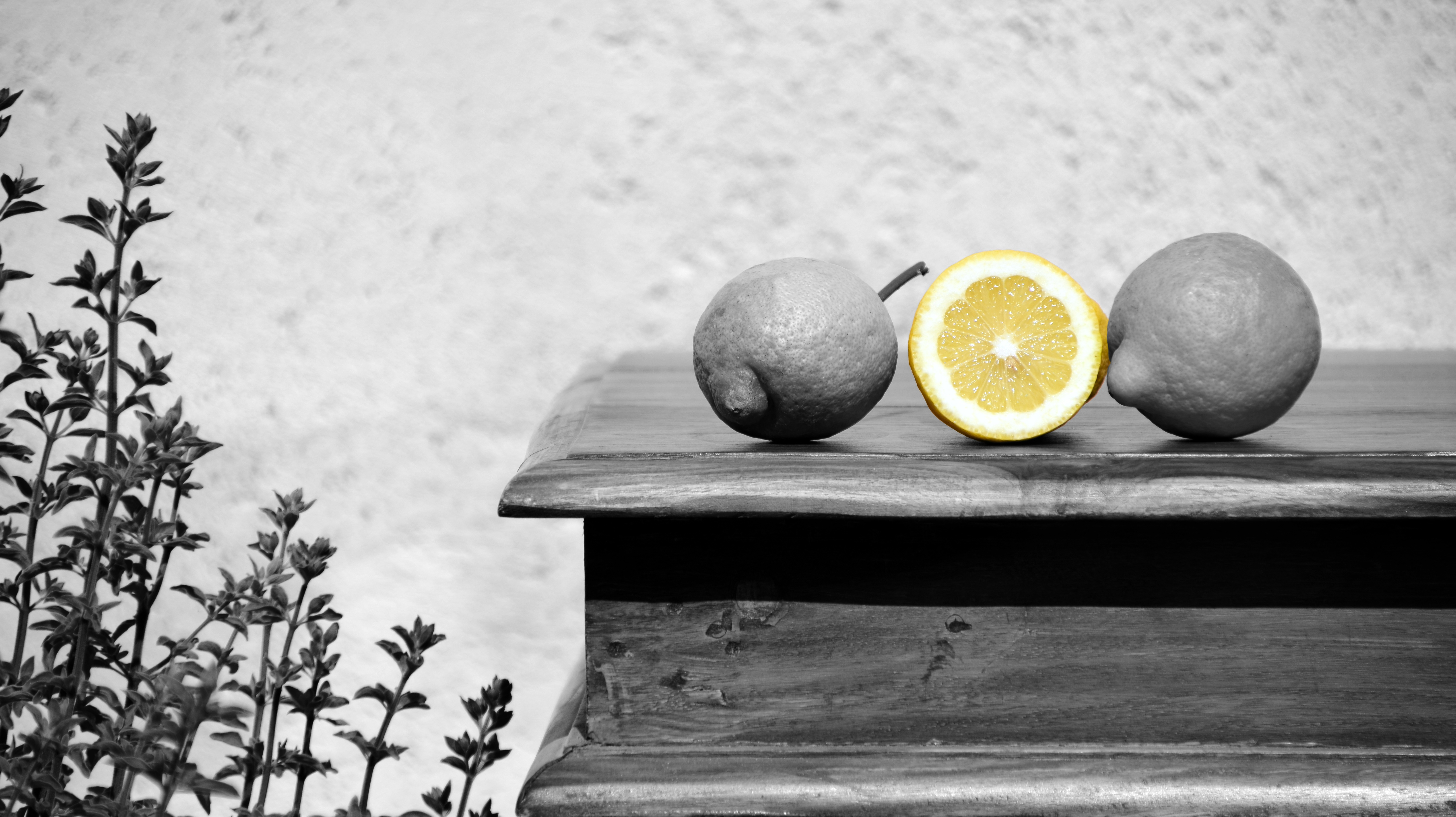
Un citron coupé en deux sur un fond gris

Quand la vie vous donne des citrons, faites de la citronnade (en anglais : « when life gives you lemons, make lemonade ») est une expression proverbiale utilisée pour encourager une attitude optimiste face à l'adversité ou le malheur.
La création proverbiale énonçant la transformation de citrons (des éléments bruts et difficiles de la vie) en limonade (une chose travaillée, utile et agréable), est attribuée à l'écrivain et anarchiste chrétien Elbert Green Hubbard qui l'a publiée dans une notice nécrologique de 1915 écrite pour l'acteur nain Marshall Pinckney Wilder. La nécrologie, intitulée « The King of Jesters », loue l'attitude et les réalisations de Wilder malgré son handicap.
Cependant de nombreux auteurs modernes attribuent l'expression, dans sa forme consacrée raccourcie en une phrase, à l'écrivain Dale Carnegie qui l'a écrite dans son livre Triomphez de vos soucis : vivez que diable ! (1948). Carnegie crédite lui-même le philanthrope Julius Rosenwald ; en effet, ce dernier l'aurait préalablement dite à Carnegie.
Une expression francophone proche est « faute de grives on mange des merles », c'est-à-dire qu'il faut faire ce que l'on peut avec ce que l'on a.
Dans la culture populaire, cette expression se retrouve telle quelle ou dans une variante. 

En musique, elle inspire le nom des l'albums :
- When Life Gives You Lemons, You Paint That Shit Gold (2008) d'Atmosphere
- Lemonade (2016) de Beyoncé
- Rap God (2013) d'Eminem elle y est cité
- Bat Out of Hell II: Back Into Hell de Meat Loaf dans le titre Life Is a Lemon [and I Want My Money Back].

En jeux-vidéo, dans les titres vidéoludiques :
- Dans Portal 2, Cave Johnson, l'un des personnages secondaires,  exprime dans un message pré-enregistré l'idée qu'en ne faisant pas de limonade, il est possible de créer bien plus avec les citrons utilisables.

En film :
- Dans Kung Fu Panda 4, Po détourne le proverbe : "Quand la vie te donne des citrons, fais un jus de poires : tu épateras tous les copains."